# Astragalus himalayanus
Astragalus himalayanus es una especie de planta del género Astragalus, de la familia de las leguminosas, orden Fabales.

## Distribución
Astragalus himalayanus se distribuye por Jammu & Kashmir, Pakistán, India y Nepal.

## Taxonomía
Fue descrita científicamente por Kl.